# Christoph Humburg

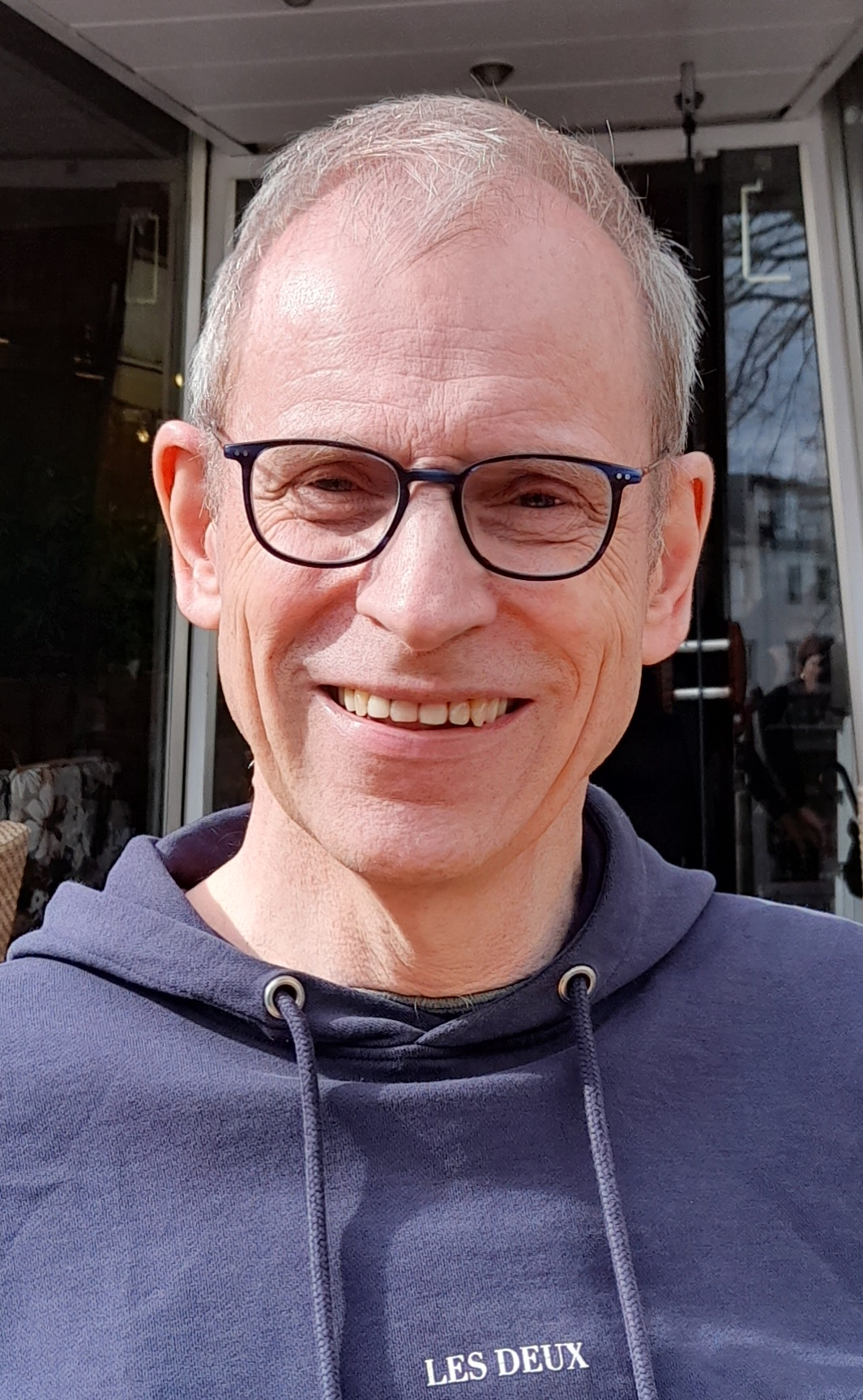
Christoph Humburg, 2023

Christoph Humburg (* 24. August 1959 in Warburg) ist ein deutscher Germanist, Pädagoge, Theologe, Sozialmanager und seit 2009 Direktor des Caritasverbandes Wuppertal/Solingen.

## Leben
Christoph Humburg wuchs als drittes Kind des Malers und Kunsterziehers Lorenz Humburg und dessen Frau Klara, geb. Kohaupt, in Warburg auf. Geprägt durch seine Familie engagierte er sich schon früh aktiv gegen das Vergessen von Unrecht und gegen Ausgrenzung und Diskriminierung von Minderheiten. Nach dem Abitur am Gymnasium Marianum 1978 studierte er Germanistik und Theologie an der damaligen Universität Essen u. a. bei Heinrich Missalla und Magdalene Bußmann mit Abschluss des zweiten Staatsexamens und erwarb einen zusätzlichen Abschluss als Diplom-Pädagoge. 2003 promovierte er an der Universität Dortmund bei Hartmut Riemenschneider. In seiner Dissertation setzte er sich mit den gesellschaftspolitischen Grundlagen und Vorstellungen zur kindlichen Anthropologie und deren Spiegelungen in der erziehungswissenschaftlichen Fachliteratur sowie in Lesebuchtexten für den Deutschunterricht der Unterstufe (DDR) und der Grundschule (BRD) im Vergleich der politischen Systeme im geteilten Deutschland (1958–1990) auseinander.
1990 bis 2002 arbeitete Humburg zunächst als Leiter einer Einrichtung der Wohnungslosenhilfe des Caritasverbandes Düsseldorf. Danach wurde er Leiter des Caritasverbandes Solingen mit 170 Mitarbeitern. 2009 fusionierte dieser Verband mit dem wesentlich größeren Caritasverband Wuppertal, so dass er als Caritasdirektor für die Städte Solingen und Wuppertal Verantwortung für über 1100 Mitarbeiter übernahm. Dazu gehört einer der größten Migrationsdienste in Nordrhein-Westfalen. Als Vorsitzender der diözesanen Arbeitsgemeinschaft Migration im Erzbistum Köln setzte er sich unter anderem gegen Ungleichbehandlung von zugewanderten und geflüchteten Menschen ein.
Seine Erfahrungen mit Wohnungslosen veranlassten ihn, seit 2009 jedes Jahr in Zusammenarbeit mit Diakonie Wuppertal und CVJM Wuppertal jährlich eine Weihnachtsfeier für einsame und alleinstehende Menschen in der historischen Wuppertaler Stadthalle persönlich durchzuführen. Das besondere an dieser Feier liegt darin begründet, dass sie am Heiligen Abend bis 23 Uhr stattfindet – ein in Deutschland bislang einzigartiges Angebot.
Humburg ist Mitbegründer der Kinderhospizstiftung Bergisches Land und hat als Caritasdirektor unter Beteiligung der Diakonie Wuppertal und der Bethe-Stiftung das am 1. April 2015 eröffnete Kinderhospiz konzipiert. Es ist eines von insgesamt 18 Einrichtungen in Deutschland und das erste unter ökumenischer Leitung. Schirmherrin ist die Schauspielerin Veronica Ferres. Als Botschafter des Kinderhospizes konnten Persönlichkeiten wie u. a. der Fußballprofi Lars Bender und der Autor Günter Wallraff gewonnen werden.
Die Eröffnung des FASD-Beratungszentrums 2022 stellte einen weiteren Meilenstein dar, denn in Deutschland gibt es bisher wenige Anlaufstellen für Menschen, die von FASD betroffen sind sowie deren Angehörige.
Als Vorsitzender des Stiftungsrates der Bürgerstiftung der Else-Lasker-Schüler-Gesellschaft „Zentrum für verfolgte Künste“ setzte sich Humburg seit vielen Jahre aktiv unter anderem dafür ein, dass die einzigartige Sammlung von Gerhard Schneider am Standort Solingen einen Platz gefunden hat.

## Politik
Im September 2024 erklärte Humburg seine Kandidatur als Parteiloser für das Bürgermeisteramt in Warburg bei den Kommunalwahlen in Nordrhein-Westfalen 2025.

## Mitgliedschaften und Ehrenämter
- 2003 Vorstandsmitglied der Elfriede-Dorp-Stiftung
- 2004 Vorsitzender des Stiftungsrates des Zentrum für verfolgte Künste in Solingen[6][7]
- 2010 Vorsitzender der Arbeitsgemeinschaft Migration im Erzbistum Köln
- 2015 Vorstandsvorsitzender der Kinderhospiz-Stiftung Bergisches Land[8]
- 2015 Mitglied des Aufsichtsgremiums (Caritasrat) für den Diözesan Caritasverband für das Erzbistum Köln
- 2019 Mitglied im Warburger Verein für Geschichte und Denkmalschutz
- 2021 Vorstandsvorsitzender der Stiftung Kinderhaus St. Michael[9]

## Schriften
- Gesellschaftspädagogische Grundlagen und Vorstellungen zur kindlichen Anthropologie und deren Spiegelungen in der erziehungswissenschaftlichen Fachliteratur wie in Lesebuchtexten für den Deutschunterricht der Unterstufe (DDR) und der Primarstufe (BRD) im Vergleich der politischen Systeme im geteilten Deutschland (1958-1990), Solingen 2003
- Keine Vorfahrt für Rechts, Caritas-Magazin, Deutscher Caritasverband e. V.: Freiburg, 9. Juli 2018